# Список астероїдів (14801—14900)
| Назва                           | Тимчасове позначення | Дата відкриття    | Місце відкриття                     | Відкривач                          |
| ------------------------------- | -------------------- | ----------------- | ----------------------------------- | ---------------------------------- |
| (14801) 1980 PE3                | 1980 PE3             | 15 серпня 1980    | Обсерваторія Сайдинг-Спрінг         | Королівська обсерваторія Едінбурга |
| (14802) 1981 DJ2                | 1981 DJ2             | 28 лютого 1981    | Обсерваторія Сайдинг-Спрінг         | Ш. Дж. Бас                         |
| (14803) 1981 EL7                | 1981 EL7             | 1 березня 1981    | Обсерваторія Сайдинг-Спрінг         | Ш. Дж. Бас                         |
| (14804) 1981 EW13               | 1981 EW13            | 1 березня 1981    | Обсерваторія Сайдинг-Спрінг         | Ш. Дж. Бас                         |
| (14805) 1981 ED15               | 1981 ED15            | 1 березня 1981    | Обсерваторія Сайдинг-Спрінг         | Ш. Дж. Бас                         |
| (14806) 1981 EV25               | 1981 EV25            | 2 березня 1981    | Обсерваторія Сайдинг-Спрінг         | Ш. Дж. Бас                         |
| (14807) 1981 EN26               | 1981 EN26            | 2 березня 1981    | Обсерваторія Сайдинг-Спрінг         | Ш. Дж. Бас                         |
| (14808) 1981 EV27               | 1981 EV27            | 2 березня 1981    | Обсерваторія Сайдинг-Спрінг         | Ш. Дж. Бас                         |
| (14809) 1981 ES28               | 1981 ES28            | 6 березня 1981    | Обсерваторія Сайдинг-Спрінг         | Ш. Дж. Бас                         |
| (14810) 1981 EM31               | 1981 EM31            | 2 березня 1981    | Обсерваторія Сайдинг-Спрінг         | Ш. Дж. Бас                         |
| (14811) 1981 ED43               | 1981 ED43            | 2 березня 1981    | Обсерваторія Сайдинг-Спрінг         | Ш. Дж. Бас                         |
| 14812 Росаріо (Rosario)         | 1981 JR1             | 9 травня 1981     | Астрономічний комплекс Ель-Леонсіто | Обсерваторія Фелікса Аґілара       |
| (14813) 1981 QW2                | 1981 QW2             | 23 серпня 1981    | Обсерваторія Ла-Сілья               | Анрі Дебеонь                       |
| 14814 Гурій (Gurij)             | 1981 RL2             | 7 вересня 1981    | КрАО                                | Карачкіна Людмила Георгіївна       |
| 14815 Рутберг (Rutberg)         | 1981 TH3             | 7 жовтня 1981     | КрАО                                | Смирнова Тамара Михайлівна         |
| (14816) 1981 UQ22               | 1981 UQ22            | 24 жовтня 1981    | Паломарська обсерваторія            | Ш. Дж. Бас                         |
| (14817) 1982 FJ3                | 1982 FJ3             | 21 березня 1982   | Обсерваторія Ла-Сілья               | Анрі Дебеонь                       |
| 14818 Mindeli                   | 1982 UF7             | 21 жовтня 1982    | КрАО                                | Карачкіна Людмила Георгіївна       |
| 14819 Nikolaylaverov            | 1982 UC11            | 25 жовтня 1982    | КрАО                                | Журавльова Людмила Василівна       |
| 14820 Айдзуяїті (Aizuyaichi)    | 1982 VF4             | 14 листопада 1982 | Обсерваторія Кісо                   | Хірокі Косаї, Кіїтіро Фурукава     |
| 14821 Мотаено (Motaeno)         | 1982 VG4             | 14 листопада 1982 | Обсерваторія Кісо                   | Хірокі Косаї, Кіїтіро Фурукава     |
| (14822) 1984 SR5                | 1984 SR5             | 21 вересня 1984   | Обсерваторія Ла-Сілья               | Анрі Дебеонь                       |
| (14823) 1984 ST5                | 1984 ST5             | 21 вересня 1984   | Обсерваторія Ла-Сілья               | Анрі Дебеонь                       |
| (14824) 1985 CF2                | 1985 CF2             | 13 лютого 1985    | Обсерваторія Ла-Сілья               | Анрі Дебеонь                       |
| (14825) 1985 RQ                 | 1985 RQ              | 14 вересня 1985   | Станція Андерсон-Меса               | Едвард Бовелл                      |
| 14826 Нікольє (Nicollier)       | 1985 SC1             | 16 вересня 1985   | Ціммервальдська обсерваторія        | Пауль Вільд                        |
| 14827 Hypnos                    | 1986 JK              | 5 травня 1986     | Паломарська обсерваторія            | Керолін Шумейкер, Юджин Шумейкер   |
| (14828) 1986 QT1                | 1986 QT1             | 27 серпня 1986    | Обсерваторія Ла-Сілья               | Анрі Дебеонь                       |
| 14829 Поваляєва (Povalyaeva)    | 1986 TR11            | 3 жовтня 1986     | КрАО                                | Карачкіна Людмила Георгіївна       |
| (14830) 1986 XR5                | 1986 XR5             | 5 грудня 1986     | Гарвардська обсерваторія            | Обсерваторія Ок-Ридж               |
| 14831 Ґентілеші (Gentileschi)   | 1987 BS1             | 22 січня 1987     | Обсерваторія Ла-Сілья               | Ерік Вальтер Ельст                 |
| 14832 Алешинський (Alechinsky)  | 1987 QC3             | 27 серпня 1987    | Обсерваторія Ла-Сілья               | Ерік Вальтер Ельст                 |
| (14833) 1987 SP1                | 1987 SP1             | 21 вересня 1987   | Станція Андерсон-Меса               | Едвард Бовелл                      |
| 14834 Ісаєв (Isaev)             | 1987 SR17            | 17 вересня 1987   | КрАО                                | Черних Людмила Іванівна            |
| 14835 Холдридж (Holdridge)      | 1987 WF1             | 26 листопада 1987 | Паломарська обсерваторія            | Керолін Шумейкер, Юджин Шумейкер   |
| 14836 Максфріш (Maxfrisch)      | 1988 CY              | 14 лютого 1988    | Обсерваторія Карла Шварцшильда      | Ф. Бернґен                         |
| (14837) 1988 RN2                | 1988 RN2             | 8 вересня 1988    | Обсерваторія Брорфельде             | Поуль Єнсен                        |
| (14838) 1988 RK6                | 1988 RK6             | 6 вересня 1988    | Обсерваторія Ла-Сілья               | Анрі Дебеонь                       |
| (14839) 1988 RH8                | 1988 RH8             | 11 вересня 1988   | Смолян                              | Володимир Шкодров                  |
| (14840) 1988 RR11               | 1988 RR11            | 14 вересня 1988   | Обсерваторія Серро Тололо           | Ш. Дж. Бас                         |
| (14841) 1988 TU                 | 1988 TU              | 13 жовтня 1988    | Обсерваторія Кушіро                 | Сейджі Уеда, Хіроші Канеда         |
| (14842) 1988 TN1                | 1988 TN1             | 13 жовтня 1988    | Обсерваторія Кушіро                 | Сейджі Уеда, Хіроші Канеда         |
| (14843) 1988 VP3                | 1988 VP3             | 12 листопада 1988 | Обсерваторія Ґекко                  | Йошіакі Ошіма                      |
| (14844) 1988 VT3                | 1988 VT3             | 14 листопада 1988 | Обсерваторія Кушіро                 | Сейджі Уеда, Хіроші Канеда         |
| 14845 Геґель (Hegel)            | 1988 VS6             | 3 листопада 1988  | Обсерваторія Карла Шварцшильда      | Ф. Бернґен                         |
| 14846 Лампедуза (Lampedusa)     | 1989 BH              | 29 січня 1989     | Обсерваторія Сан-Вітторе            | Обсерваторія Сан-Вітторе           |
| (14847) 1989 CY2                | 1989 CY2             | 4 лютого 1989     | Обсерваторія Ла-Сілья               | Ерік Вальтер Ельст                 |
| (14848) 1989 GK1                | 1989 GK1             | 3 квітня 1989     | Обсерваторія Ла-Сілья               | Ерік Вальтер Ельст                 |
| (14849) 1989 GQ1                | 1989 GQ1             | 3 квітня 1989     | Обсерваторія Ла-Сілья               | Ерік Вальтер Ельст                 |
| (14850) 1989 QH                 | 1989 QH              | 29 серпня 1989    | Обсерваторія Кітамі                 | Кін Ендате, Кадзуро Ватанабе       |
| (14851) 1989 SD                 | 1989 SD              | 23 вересня 1989   | Обсерваторія Кані                   | Йосікане Мідзуно, Тошімата Фурута  |
| (14852) 1989 SE                 | 1989 SE              | 23 вересня 1989   | Обсерваторія Кані                   | Йосікане Мідзуно, Тошімата Фурута  |
| (14853) 1989 SX                 | 1989 SX              | 30 вересня 1989   | Обсерваторія Кітамі                 | Кін Ендате, Кадзуро Ватанабе       |
| (14854) 1989 SO1                | 1989 SO1             | 26 вересня 1989   | Обсерваторія Ла-Сілья               | Ерік Вальтер Ельст                 |
| (14855) 1989 SP9                | 1989 SP9             | 25 вересня 1989   | Обсерваторія Ла-Сілья               | Анрі Дебеонь                       |
| (14856) 1989 SY13               | 1989 SY13            | 26 вересня 1989   | Обсерваторія Калар-Альто            | Дж. Баур, Курт Біркл               |
| (14857) 1989 TT                 | 1989 TT              | 1 жовтня 1989     | Паломарська обсерваторія            | Е. Гелін                           |
| (14858) 1989 UW3                | 1989 UW3             | 27 жовтня 1989    | Паломарська обсерваторія            | Е. Гелін                           |
| (14859) 1989 WU1                | 1989 WU1             | 25 листопада 1989 | Обсерваторія Кушіро                 | Сейджі Уеда, Хіроші Канеда         |
| (14860) 1989 WD3                | 1989 WD3             | 27 листопада 1989 | Обсерваторія Ґекко                  | Йошіакі Ошіма                      |
| (14861) 1990 DA2                | 1990 DA2             | 24 лютого 1990    | Обсерваторія Ла-Сілья               | Анрі Дебеонь                       |
| (14862) 1990 EQ2                | 1990 EQ2             | 2 березня 1990    | Обсерваторія Ла-Сілья               | Ерік Вальтер Ельст                 |
| (14863) 1990 OK                 | 1990 OK              | 18 липня 1990     | Паломарська обсерваторія            | Е. Гелін                           |
| (14864) 1990 QK4                | 1990 QK4             | 23 серпня 1990    | Паломарська обсерваторія            | Генрі Гольт                        |
| (14865) 1990 QE7                | 1990 QE7             | 20 серпня 1990    | Обсерваторія Ла-Сілья               | Ерік Вальтер Ельст                 |
| (14866) 1990 RF1                | 1990 RF1             | 14 вересня 1990   | Паломарська обсерваторія            | Генрі Гольт                        |
| (14867) 1990 RW4                | 1990 RW4             | 15 вересня 1990   | Паломарська обсерваторія            | Генрі Гольт                        |
| (14868) 1990 RA7                | 1990 RA7             | 13 вересня 1990   | Обсерваторія Ла-Сілья               | Анрі Дебеонь                       |
| (14869) 1990 ST8                | 1990 ST8             | 22 вересня 1990   | Обсерваторія Ла-Сілья               | Ерік Вальтер Ельст                 |
| (14870) 1990 SM14               | 1990 SM14            | 24 вересня 1990   | Обсерваторія Ла-Сілья               | Анрі Дебеонь                       |
| 14871 Пірам (Pyramus)           | 1990 TH7             | 13 жовтня 1990    | Обсерваторія Карла Шварцшильда      | Лутц Шмадель, Ф. Бернґен           |
| 14872 Хоєр Ліст (Hoher List)    | 1990 UR              | 23 жовтня 1990    | Обсерваторія Хоєр-Ліст              | Ерік Вальтер Ельст                 |
| 14873 Сьойо (Shoyo)             | 1990 UQ2             | 28 жовтня 1990    | Обсерваторія Мінамі-Ода             | Койо Каванісі, Мацуо Суґано        |
| (14874) 1990 US4                | 1990 US4             | 16 жовтня 1990    | Обсерваторія Ла-Сілья               | Ерік Вальтер Ельст                 |
| (14875) 1990 WZ1                | 1990 WZ1             | 18 листопада 1990 | Обсерваторія Ла-Сілья               | Ерік Вальтер Ельст                 |
| (14876) 1990 WD2                | 1990 WD2             | 18 листопада 1990 | Обсерваторія Ла-Сілья               | Ерік Вальтер Ельст                 |
| 14877 Цауберфлете (Zauberflote) | 1990 WC9             | 19 листопада 1990 | Обсерваторія Ла-Сілья               | Ерік Вальтер Ельст                 |
| (14878) 1990 WE9                | 1990 WE9             | 19 листопада 1990 | Обсерваторія Ла-Сілья               | Ерік Вальтер Ельст                 |
| (14879) 1991 AL2                | 1991 AL2             | 7 січня 1991      | Обсерваторія Сайдинг-Спрінг         | Роберт Макнот                      |
| 14880 Moa                       | 1991 CJ1             | 7 лютого 1991     | Обсерваторія Ґейсей                 | Тсутому Секі                       |
| (14881) 1991 PK                 | 1991 PK              | 5 серпня 1991     | Паломарська обсерваторія            | Генрі Гольт                        |
| (14882) 1991 PP11               | 1991 PP11            | 9 серпня 1991     | Паломарська обсерваторія            | Генрі Гольт                        |
| (14883) 1991 PT11               | 1991 PT11            | 7 серпня 1991     | Паломарська обсерваторія            | Генрі Гольт                        |
| (14884) 1991 PH16               | 1991 PH16            | 7 серпня 1991     | Паломарська обсерваторія            | Генрі Гольт                        |
| 14885 Paskoff                   | 1991 RF2             | 6 вересня 1991    | Обсерваторія Верхнього Провансу     | Ерік Вальтер Ельст                 |
| (14886) 1991 RL9                | 1991 RL9             | 11 вересня 1991   | Паломарська обсерваторія            | Генрі Гольт                        |
| (14887) 1991 RQ14               | 1991 RQ14            | 15 вересня 1991   | Паломарська обсерваторія            | Генрі Гольт                        |
| 14888 Канадзавасі (Kanazawashi) | 1991 SN1             | 30 вересня 1991   | Обсерваторія Кітамі                 | Кін Ендате, Кадзуро Ватанабе       |
| (14889) 1991 VX2                | 1991 VX2             | 5 листопада 1991  | Обсерваторія Дінік                  | Ацуші Суґіе                        |
| (14890) 1991 VG3                | 1991 VG3             | 4 листопада 1991  | Паломарська обсерваторія            | Е. Гелін                           |
| (14891) 1991 VY4                | 1991 VY4             | 5 листопада 1991  | Обсерваторія Кійосато               | Сатору Отомо                       |
| (14892) 1991 VE5                | 1991 VE5             | 4 листопада 1991  | Обсерваторія Кійосато               | Сатору Отомо                       |
| (14893) 1992 DN6                | 1992 DN6             | 29 лютого 1992    | Обсерваторія Ла-Сілья               | UESAC                              |
| (14894) 1992 EA8                | 1992 EA8             | 2 березня 1992    | Обсерваторія Ла-Сілья               | UESAC                              |
| (14895) 1992 EJ24               | 1992 EJ24            | 2 березня 1992    | Обсерваторія Ла-Сілья               | UESAC                              |
| (14896) 1992 EB26               | 1992 EB26            | 8 березня 1992    | Обсерваторія Ла-Сілья               | UESAC                              |
| (14897) 1992 GE5                | 1992 GE5             | 6 квітня 1992     | Обсерваторія Ла-Сілья               | Ерік Вальтер Ельст                 |
| (14898) 1992 JR3                | 1992 JR3             | 7 травня 1992     | Обсерваторія Ла-Сілья               | Анрі Дебеонь                       |
| (14899) 1992 LS                 | 1992 LS              | 3 червня 1992     | Паломарська обсерваторія            | Ґреґорі Леонард                    |
| (14900) 1992 RH5                | 1992 RH5             | 2 вересня 1992    | Обсерваторія Ла-Сілья               | Ерік Вальтер Ельст                 |

| ← Астероїди 10001—20000 → |             |             |             |             |             |             |             |             |             |
| 10001—10100               | 11001—11100 | 12001—12100 | 13001—13100 | 14001—14100 | 15001—15100 | 16001—16100 | 17001—17100 | 18001—18100 | 19001—19100 |
| 10101—10200               | 11101—11200 | 12101—12200 | 13101—13200 | 14101—14200 | 15101—15200 | 16101—16200 | 17101—17200 | 18101—18200 | 19101—19200 |
| 10201—10300               | 11201—11300 | 12201—12300 | 13201—13300 | 14201—14300 | 15201—15300 | 16201—16300 | 17201—17300 | 18201—18300 | 19201—19300 |
| 10301—10400               | 11301—11400 | 12301—12400 | 13301—13400 | 14301—14400 | 15301—15400 | 16301—16400 | 17301—17400 | 18301—18400 | 19301—19400 |
| 10401—10500               | 11401—11500 | 12401—12500 | 13401—13500 | 14401—14500 | 15401—15500 | 16401—16500 | 17401—17500 | 18401—18500 | 19401—19500 |
| 10501—10600               | 11501—11600 | 12501—12600 | 13501—13600 | 14501—14600 | 15501—15600 | 16501—16600 | 17501—17600 | 18501—18600 | 19501—19600 |
| 10601—10700               | 11601—11700 | 12601—12700 | 13601—13700 | 14601—14700 | 15601—15700 | 16601—16700 | 17601—17700 | 18601—18700 | 19601—19700 |
| 10701—10800               | 11701—11800 | 12701—12800 | 13701—13800 | 14701—14800 | 15701—15800 | 16701—16800 | 17701—17800 | 18701—18800 | 19701—19800 |
| 10801—10900               | 11801—11900 | 12801—12900 | 13801—13900 | 14801—14900 | 15801—15900 | 16801—16900 | 17801—17900 | 18801—18900 | 19801—19900 |
| 10901—11000               | 11901—12000 | 12901—13000 | 13901—14000 | 14901—15000 | 15901—16000 | 16901—17000 | 17901—18000 | 18901—19000 | 19901—20000 |